# Nowe światło
 Nowe światło – album studyjny polskiego duetu hip-hopowego Miuosha i Onara. Wydawnictwo ukazało się 18 października 2013 roku nakładem wytwórni muzycznej Step Records. Płytę poprzedziły single wydane w formie digital download. Pierwszy z nich zatytułowany „Światło” ukazał się 29 sierpnia, natomiast drugi – „Kilka słów” ukazał się 5 września 2013 roku.
Gościnnie na płycie wystąpili raperzy Pezet i Włodi oraz zespoły JWP i Bez Cenzury. Produkcji nagrań podjęli się Pawbeats, Bob Air, Eljot, NNFOF, Donde, TMK Beatz, Fleczer, Sherlock, Młody GRO oraz Voskovy. Natomiast scratche wykonali DJ Ben i DJ Noriz. 
Nagrania zadebiutowały na 2. miejscu zestawienia OLiS i uzyskały certyfikat złotej płyty.

## Lista utworów
Opracowano na podstawie materiału źródłowego.
1. „Inflammatio” (produkcja: Pawbeats)
2. „Kilka słów” (produkcja: Pawbeats, Bob Air)
3. „W odpowiednim miejscu” (produkcja: Donde)
4. „Jest wysoko” (produkcja: Młody GRO, gościnnie: Pezet, scratche: DJ Ben)
5. „Zostań” (produkcja: Bob Air)
6. „Kato X WWA / WWA X Kato” (produkcja: Fleczer, scratche: DJ Noriz)
7. „Nie zamykaj dzisiaj drzwi” (produkcja: Eljot)
8. „Światło” (produkcja: Sherlock)
9. „Wrosłem w to” (produkcja: Fleczer, scratche: DJ Ben)
10. „Sam” (produkcja: Eljot)
11. „Born Sinner” (produkcja: TMK Beatz, gościnnie: JWP/Bez Cenzury, scratche: DJ Noriz)
12. „Miało mnie tu nie być” (produkcja: Pawbeats, NNFOF, gościnnie: Włodi)
13. „Fejmhejter” (produkcja: Voskovy)
14. „Offusciatio” (produkcja: Pawbeats)